# Liveforms: An Evening with Haken
Liveforms: An Evening with Haken è il secondo album dal vivo del gruppo musicale britannico Haken, pubblicato il 9 maggio 2025 dalla Inside Out Music.

## Tracce
Testi e musiche di Conner Green, Charlie Griffiths, Raymond Hearne, Richard Henshall, Ross Jennings e Peter Jones, eccetto dove indicato.

### Edizione fisica
BD
- Set 1

1. The Last Lullaby – 2:12
2. Taurus – 4:43
3. Nightingale – 7:27
4. The Alphabet of Me – 5:42
5. Sempiternal Beings – 8:27
6. Beneath the White Rainbow – 6:51
7. Island in the Clouds – 5:52
8. Lovebite – 4:00
9. Elephants Never Forget – 11:07
10. Eyes of Ebony – 8:37
11. Crystallised – 18:26 (Conner Green, Charlie Griffiths, Raymond Hearne, Richard Henshall, Ross Jennings, Diego Tejeida)

- Set 2

1. Puzzle Box – 8:32 (Conner Green, Charlie Griffiths, Raymond Hearne, Richard Henshall, Ross Jennings, Diego Tejeida)
2. Earthrise – 4:50 (Conner Green, Charlie Griffiths, Raymond Hearne, Richard Henshall, Ross Jennings, Diego Tejeida)
3. Cockroach King – 8:27 (Charlie Griffiths, Raymond Hearne, Richard Henshall, Ross Jennings, Thomas MacLean, Diego Tejeida)
4. Nil by Mouth – 6:49 (Conner Green, Charlie Griffiths, Raymond Hearne, Richard Henshall, Ross Jennings, Diego Tejeida)
5. 1985 – 9:21 (Conner Green, Charlie Griffiths, Raymond Hearne, Richard Henshall, Ross Jennings, Diego Tejeida)
6. The Strain – 5:29 (Conner Green, Charlie Griffiths, Raymond Hearne, Richard Henshall, Ross Jennings, Diego Tejeida)
7. Strainwreck – 4:03 (musica: Raymond Hearne, Peter Jones)
8. Canary Yellow – 4:24 (Conner Green, Charlie Griffiths, Raymond Hearne, Richard Henshall, Ross Jennings, Diego Tejeida)
9. Drowning in the Flood – 10:00 (Charlie Griffiths, Raymond Hearne, Richard Henshall, Ross Jennings, Diego Tejeida)
10. Visions – 18:28 (Charlie Griffiths, Raymond Hearne, Richard Henshall, Ross Jennings, Diego Tejeida)

- Reflections

1. An Interview with Haken – 28:05

CD 1
1. The Last Lullaby – 2:12
2. Taurus – 4:43
3. Nightingale – 7:27
4. The Alphabet of Me – 5:42
5. Sempiternal Beings – 8:27
6. Beneath the White Rainbow – 6:51
7. Island in the Clouds – 5:52
8. Lovebite – 4:00
9. Elephants Never Forget – 11:07
10. Eyes of Ebony – 8:37

CD 2
1. Puzzle Box – 8:32
2. Earthrise – 4:50
3. Cockroach King – 8:27
4. Nil by Mouth – 6:49
5. 1985 – 9:21
6. The Strain – 5:29
7. Strainwreck – 4:03
8. Canary Yellow – 4:24
9. Drowning in the Flood – 10:00

CD 3 – The Encores
1. Crystallised – 18:26
2. Visions – 18:28

### Edizione digitale
1. The Last Lullaby – 2:10
2. Taurus – 4:43
3. Nightingale – 7:27
4. The Alphabet of Me – 5:42
5. Sempiternal Beings – 8:27
6. Beneath the White Rainbow – 6:51
7. Islands in the Clouds – 5:52
8. Lovebite – 4:00
9. Elephants Never Forget – 11:07
10. Eyes of Ebony – 8:25
11. Crystallised – 18:27
12. Puzzle Box – 8:32
13. Earthrise – 4:50
14. Cockroach King – 8:27
15. Nil by Mouth – 6:49
16. 1985 – 9:21
17. The Strain – 5:29
18. Strainwreck – 4:03
19. Canary Yellow – 4:24
20. Drowning in the Flood – 9:57
21. Visions – 21:47

## Formazione
Hanno partecipato alle registrazioni, secondo le note di copertina:
Gruppo
- Conner Green – basso, cori
- Charlie Griffiths – chitarra, cori
- Raymond Hearne – batteria, cori
- Richard Henshall – chitarra, tastiera, cori
- Ross Jennings – voce principale
- Peter Jones – tastiera, cori

Altri musicisti
- Miguel Gorodi – tromba (The Alphabet of Me)

Produzione
- Paul Green Productions – produzione cinematografica
- Paul M Green – regia, montaggio
- Martin Knight – registrazione audio
- Jens Bogren – missaggio, mastering
- Johan Martin – assistenza al missaggio e al montaggio
- Alexander Backlung – assistenza al missaggio e al montaggio
- Tony Lindgren – mastering vinile, ADM e 5.1
- Dan Goldsworthy – art, design
- Jake Ten – fotografia
- Nicolò Aiello – fotografia
- Jacob "Jake Ten" Tellinghusen – produzione, regia e montaggio (Reflections: An Interview with Haken)

## Classifiche
| Classifica (2025)          | Posizione massima |
| -------------------------- | ----------------- |
| Germania                   | 74                |
| Regno Unito (rock & metal) | 6                 |